# Абенберг
Абенберг (нім. Abenberg) — місто в Німеччині, розташоване в землі Баварія. Підпорядковується адміністративному округу Середня Франконія. Входить до складу району Рот.
Площа — 48,39 км2. Населення становить 5492 ос. (станом на 31 грудня 2020). Місто поділяється на 7 міських районів.
Вперше згадується в 1171 році.
До визначних пам'яток відносяться середньовічний замок, у якому розташований музей, монастир Марієнбурґа, ратуша (1732–1744).

## Галерея

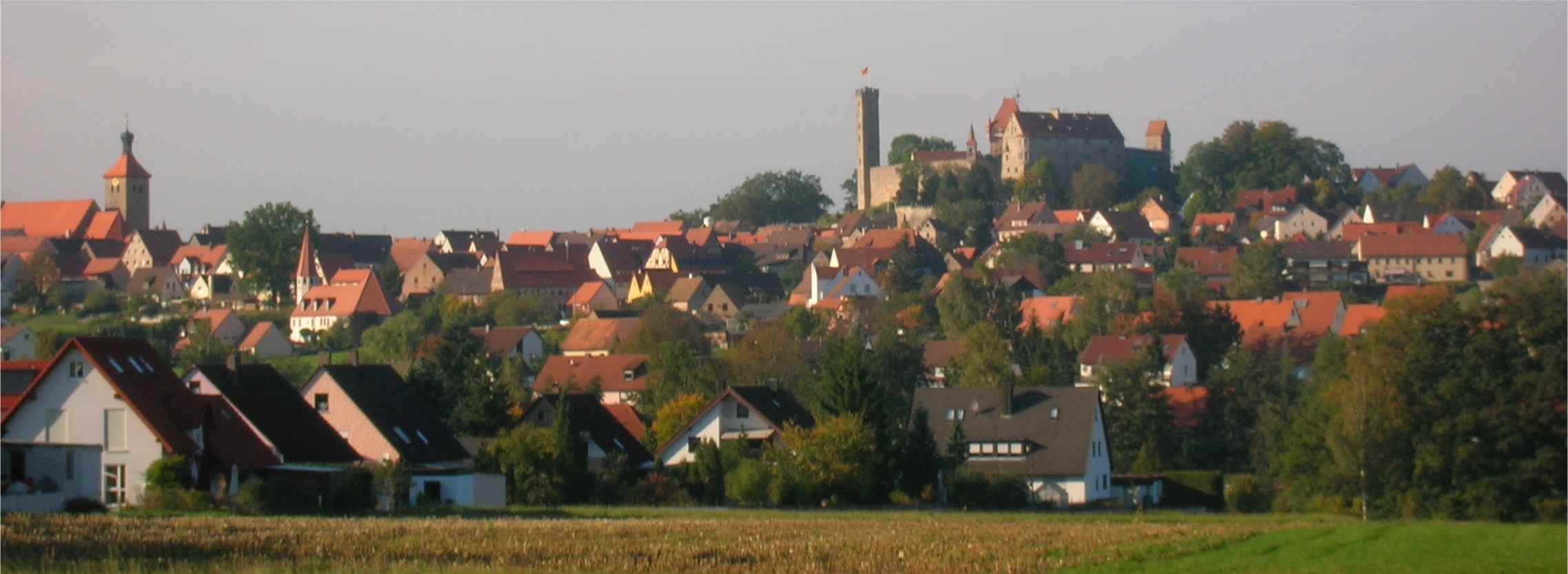
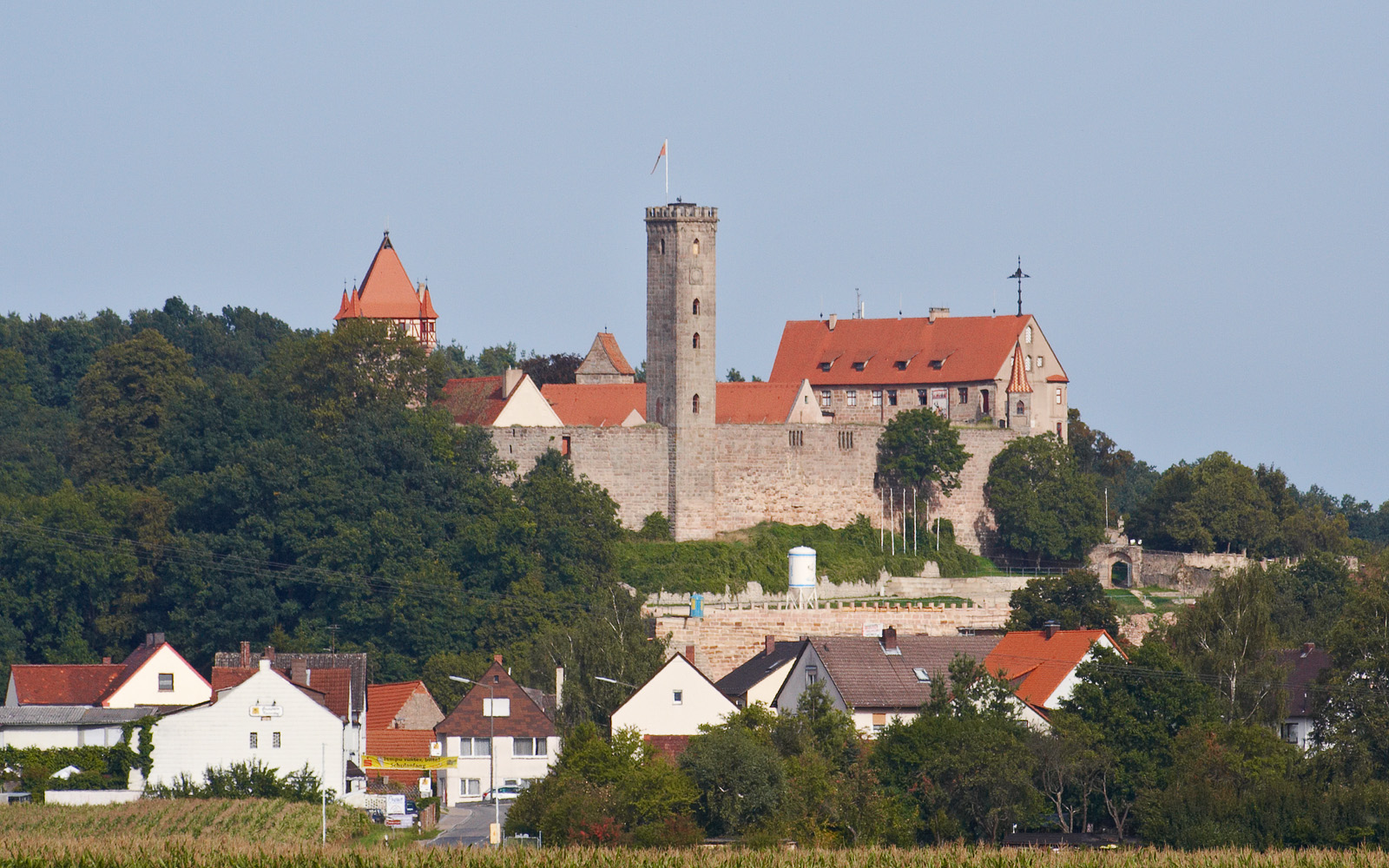
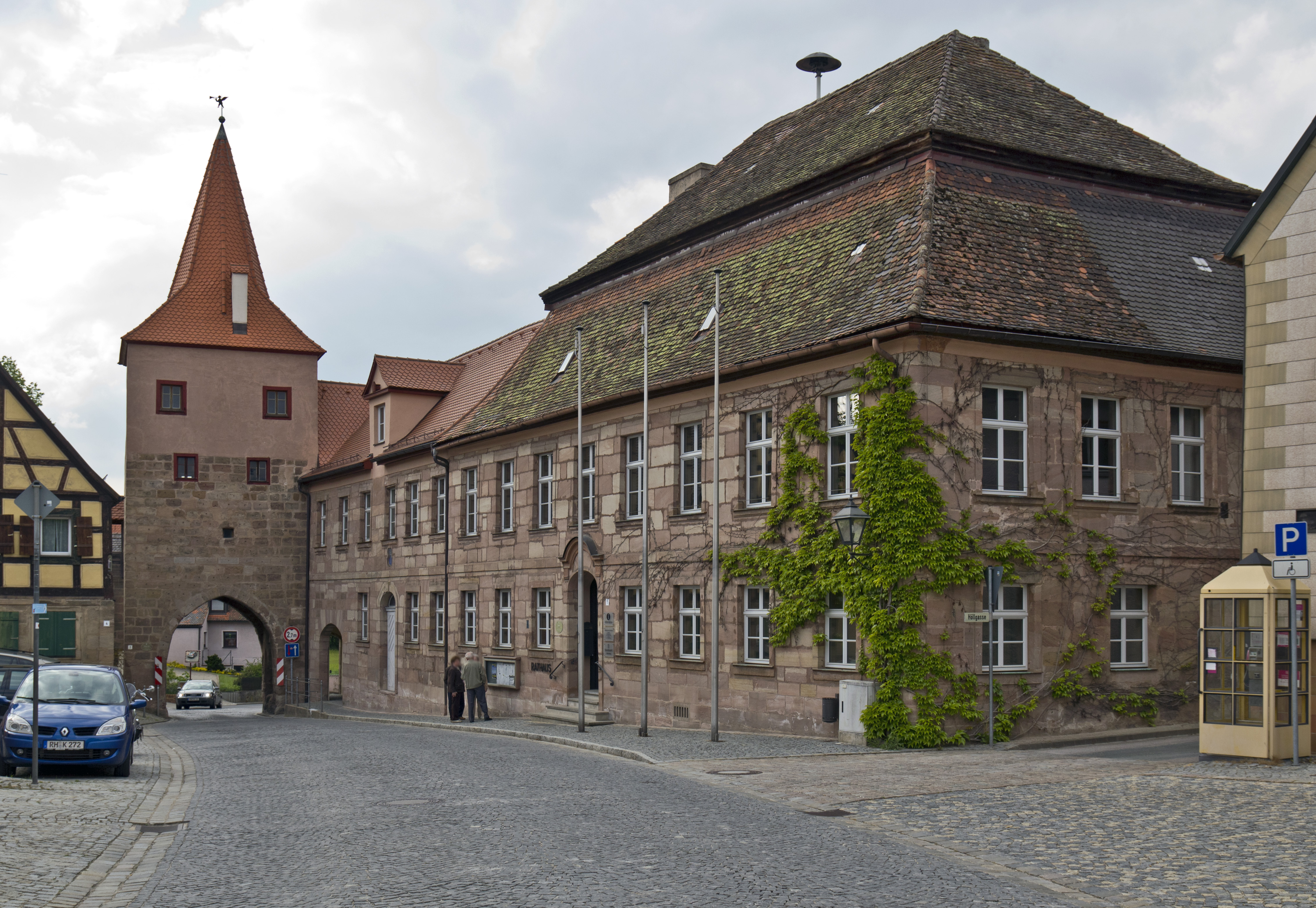
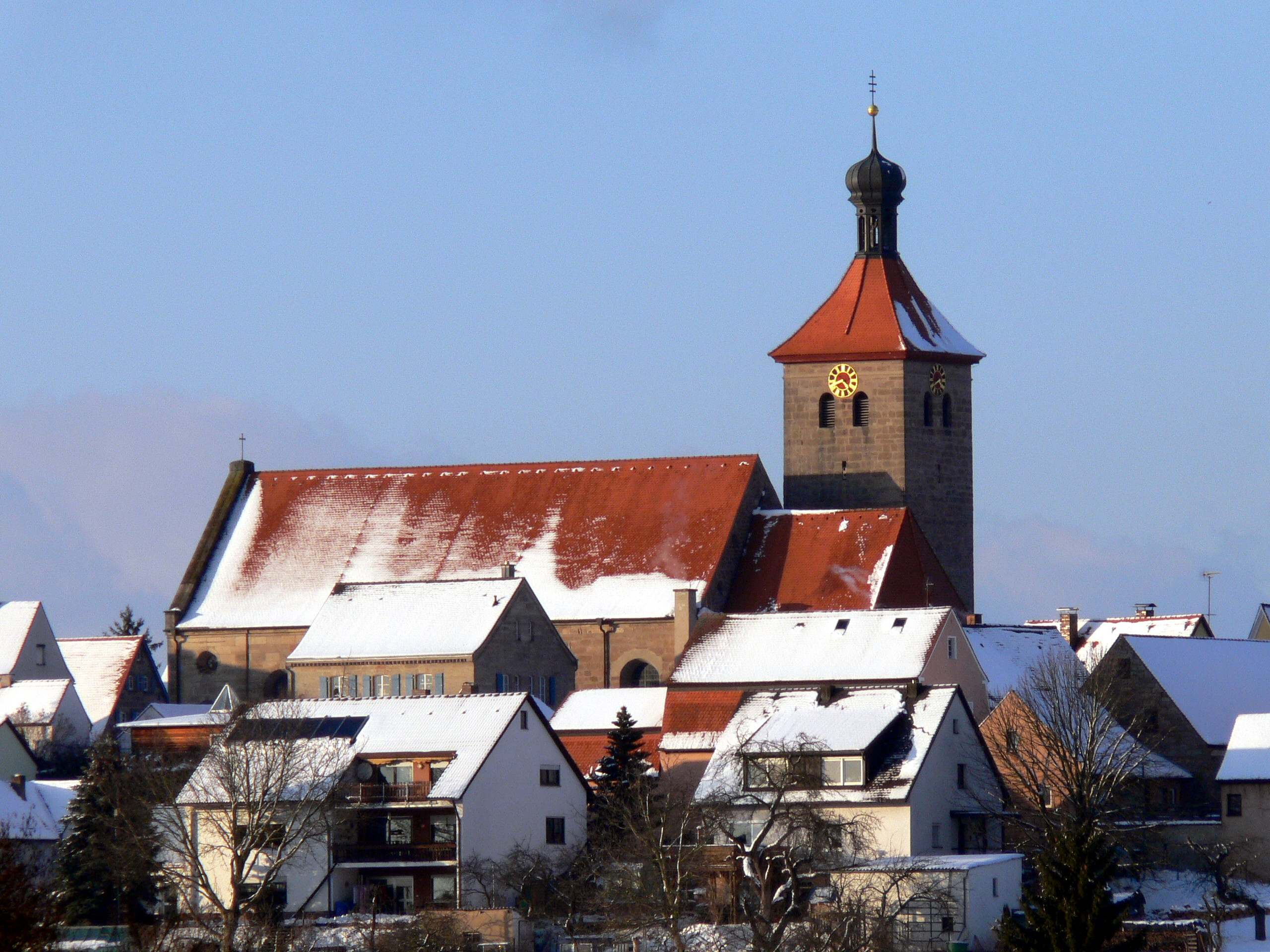